# Dysschema subguttata
Dysschema subguttata är en fjärilsart som beskrevs av Walker 1854. Dysschema subguttata ingår i släktet Dysschema och familjen björnspinnare. Inga underarter finns listade i Catalogue of Life.